# كاريكا (لاعب كرة قدم مواليد 1968)
كاريكا (بالبرتغالية: Hamilton de Souza) هو لاعب كرة قدم برازيلي في مركز الهجوم، ولد في 27 سبتمبر 1968 في باسوس في البرازيل. شارك مع منتخب البرازيل لكرة القدم. أما مع النوادي، فقد لعب مع أتلتيكو مينيرو وسبورتينغ لشبونة ونادي أمريكا ونادي بونتي بريتا ونادي فاماليساو ونادي فيلا نوفا ونادي كروزيرو ونادي كوريتيبا.

## وصلات خارجية
- كاريكا (لاعب كرة قدم مواليد 1968) على موقع الاتحاد الدولي (مؤرشف)  (الإنجليزية)
- كاريكا (لاعب كرة قدم مواليد 1968) على موقع قاعدة بيانات كرة القدم.إي يو (الإنجليزية)
- كاريكا (لاعب كرة قدم مواليد 1968) على موقع ناشيونال فوتبول تيمز (الإنجليزية)
- كاريكا (لاعب كرة قدم مواليد 1968) على موقع اللجنة الأولمبية الدولية (الإنجليزية)
- كاريكا (لاعب كرة قدم مواليد 1968) على موقع أوليمبيديا (الإنجليزية)
- كاريكا (لاعب كرة قدم مواليد 1968) على موقع اللجنة الأولمبية البرازيلية (البرتغالية)